# 民族大街 (布拉格)

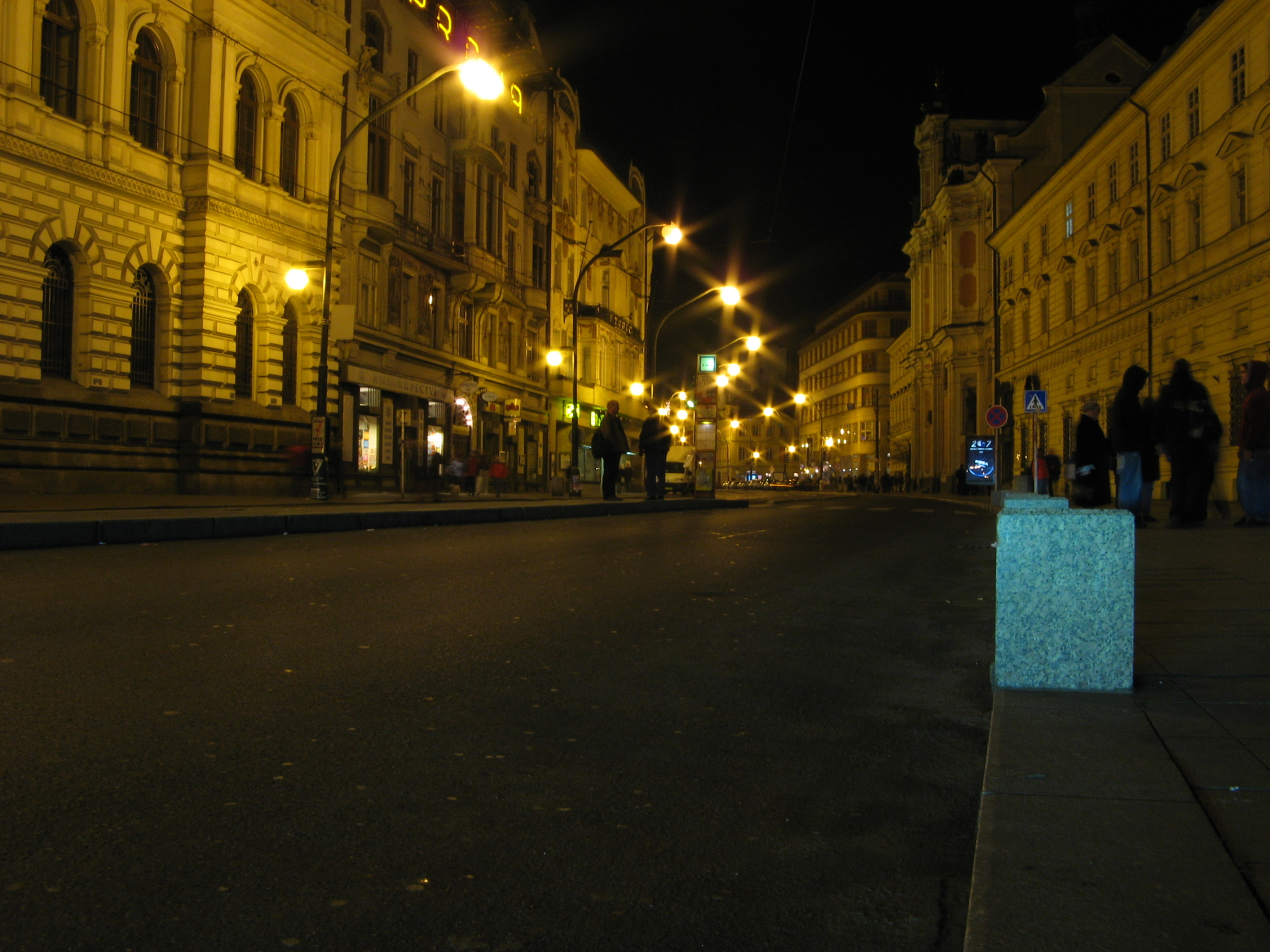
民族大街

民族大街（Národní třída）是捷克首都布拉格的主要街道之一。它是布拉格新城和布拉格老城的分界线，位于市中心西南侧。这条大街连接legií桥和 Jungmannovo广场。在中世纪，这里是城墙。
在1900年代，这条大街名为新大街（捷克语：Nové Aleje，德语：Neue Allee），但是此后名称不断更改：V alejích, V nových alejích, V stromořadí, Uršulinská, U Řetězového mostu or Ferdinandova. 在19世纪，国家剧院、捷克科学院等重要建筑和机构都建于此处。
1989年11月17日（星期五），防暴警察在这里使用暴力镇压了和平示威学生，被认为是天鹅绒革命的开端。革命平息之后，民族大街仍然是一个多事的地方。